# 글로리아 가라유아

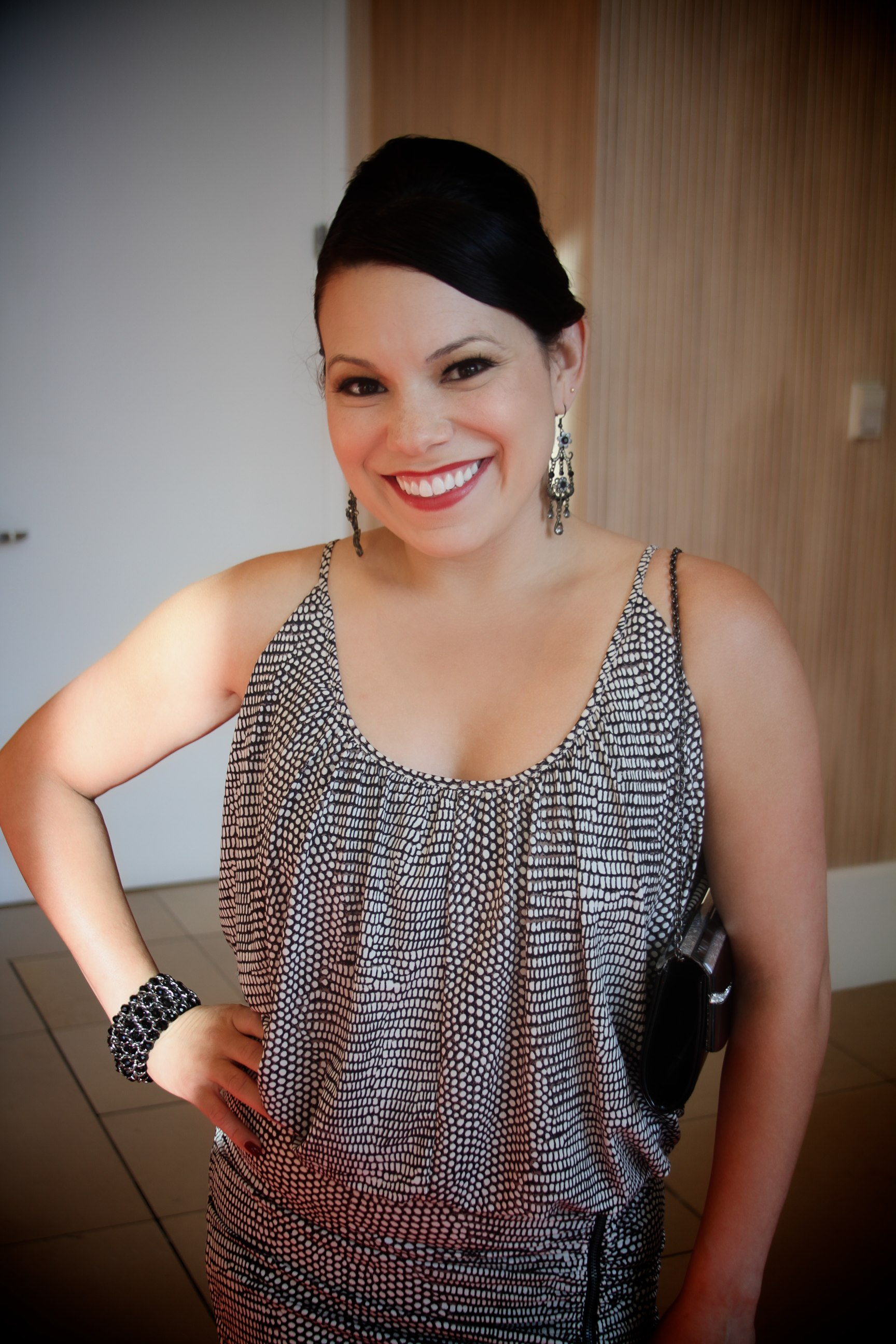

글로리아 개러유아(영어: Gloria Garayua, 1978년 10월 18일 ~ )는 미국의 배우이다.
브롱크스에서 태어났다.

## 출연 작품

### 영화
- 뻔뻔한 딕 & 제인 (2005) - 블랭카 역
- 헨리 풀 이즈 히어 (2008, Henry Poole Is Here)
- 마더 앤 차일드 (2009) - 멀리사 역
- 복수자 (2010) - 복음 합창단 역

### 텔레비전
- 그레이 아나토미 (2007-10)
- 위즈 (2008)